# 法泉
法泉（ほうせん）は、神奈川県横浜市保土ケ谷区の地名。現行行政地名は法泉一丁目から法泉三丁目。住居表示実施済区域。

## 地理
保土ケ谷区の南部に位置し、東は初音ケ丘、西は新桜ケ丘・今井町・境木町、南は権太坂1丁目、北は藤塚町に接する。北東を横浜横須賀道路、北西を横浜新道、南はJR東海道線・横須賀線の線路が通るが町域に駅は開設されていない。1960年代には大規模な宅地開発が行われた。工場は横浜新道寄りに集まる。

### 面積
面積は以下の通りである。
| 丁目       | 面積（km²） |
| ---------- | ----------- |
| 法泉一丁目 | 0.177       |
| 法泉二丁目 | 0.143       |
| 法泉三丁目 | 0.183       |
| 計         | 0.503       |

### 地価
住宅地の地価は、2025年（令和7年）1月1日の公示地価によれば、法泉1-17-7の地点で16万2000円/m²となっている。

## 歴史

### 町名の由来
『新編武蔵風土記稿』に「法禅寺跡　樹源寺の後ろの方なり、今も寺号を以って其所の字とせり」の記録が残る。

### 沿革
古くは橘樹郡保土ケ谷町の一部で、1927年（昭和2年）4月1日に横浜市に編入。
- 同年10月1日に区制が施行され、保土ケ谷区の一部となる。
- 1940年（昭和15年）11月1日に保土ケ谷区保土ケ谷町の一部から法泉町が新設された[10]。1962年から1970年にかけて、大規模な宅地開発が行われた[6]。
- 1981年（昭和56年）7月13日、住居表示の実施（保土ケ谷区権太坂・法泉地区）[11]に伴い、法泉町、権太坂、初音ケ丘、藤塚町の各一部から法泉一丁目、法泉二丁目、法泉三丁目を新設、法泉町の残部は今井町に編入され、法泉町は廃止された[12]。

## 世帯数と人口
2025年（令和7年）6月30日現在（横浜市発表）の世帯数と人口は以下の通りである。
| 丁目       | 世帯数    | 人口    |
| ---------- | --------- | ------- |
| 法泉一丁目 | 884世帯   | 1,941人 |
| 法泉二丁目 | 865世帯   | 1,870人 |
| 法泉三丁目 | 1,000世帯 | 2,052人 |
| 計         | 2,749世帯 | 5,863人 |

### 人口の変遷
国勢調査による人口の推移。
| 年                 | 人口  |
| ------------------ | ----- |
| 1995年（平成7年）  | 5,484 |
| 2000年（平成12年） | 6,038 |
| 2005年（平成17年） | 6,066 |
| 2010年（平成22年） | 6,154 |
| 2015年（平成27年） | 6,000 |
| 2020年（令和2年）  | 5,878 |

### 世帯数の変遷
国勢調査による世帯数の推移。
| 年                 | 世帯数 |
| ------------------ | ------ |
| 1995年（平成7年）  | 1,816  |
| 2000年（平成12年） | 2,147  |
| 2005年（平成17年） | 2,237  |
| 2010年（平成22年） | 2,355  |
| 2015年（平成27年） | 2,361  |
| 2020年（令和2年）  | 2,477  |

## 学区
市立小・中学校に通う場合、学区は以下の通りとなる（2024年11月時点）。
| 丁目       | 番・番地等 | 小学校                 | 中学校           |
| ---------- | ---------- | ---------------------- | ---------------- |
| 法泉一丁目 | 全域       | 横浜市立初音が丘小学校 | 横浜市立橘中学校 |
| 法泉二丁目 | 全域       | 横浜市立初音が丘小学校 | 横浜市立橘中学校 |
| 法泉三丁目 | 全域       | 横浜市立初音が丘小学校 | 横浜市立橘中学校 |

## 事業所
2021年（令和3年）現在の経済センサス調査による事業所数と従業員数は以下の通りである。
| 丁目       | 事業所数 | 従業員数 |
| ---------- | -------- | -------- |
| 法泉一丁目 | 27事業所 | 102人    |
| 法泉二丁目 | 28事業所 | 90人     |
| 法泉三丁目 | 25事業所 | 252人    |
| 計         | 80事業所 | 444人    |

### 事業者数の変遷
経済センサスによる事業所数の推移。
| 年                 | 事業者数 |
| ------------------ | -------- |
| 2016年（平成28年） | 64       |
| 2021年（令和3年）  | 80       |

### 従業員数の変遷
経済センサスによる従業員数の推移。
| 年                 | 従業員数 |
| ------------------ | -------- |
| 2016年（平成28年） | 477      |
| 2021年（令和3年）  | 444      |

## その他

### 日本郵便
- 郵便番号 : 240-0032[3]（集配局：保土ヶ谷郵便局[22]）

### 警察
町内の警察の管轄区域は以下の通りである。
| 丁目       | 番・番地等 | 警察署         | 交番・駐在所   |
| ---------- | ---------- | -------------- | -------------- |
| 法泉一丁目 | 全域       | 保土ケ谷警察署 | 元町橋交番     |
| 法泉二丁目 | 全域       | 保土ケ谷警察署 | 新桜ケ丘駐在所 |
| 法泉三丁目 | 全域       | 保土ケ谷警察署 | 元町橋交番     |